# Aeroporto di Ovda
L'Aeroporto di Ovda, in ebraico נמל התעופה עוּבדה‎?, inglese Ovda Airport e in arabo مطار عوفدا‎?, (IATA: VDA, ICAO: LLOV) è un aeroporto israeliano situato a circa 45 km a nord, in linea d'aria, dal centro di Eilat, nella parte meridionale dello stato ebraico. Lo scalo è il secondo per movimenti nello stato d'Israele dopo l'Aeroporto di Tel Aviv-Ben-Gurion.
La struttura, posta a un'altitudine di 445 m (1 492 ft), è dotata di un terminal passeggeri, una torre di controllo e due piste entrambe con superficie in asfalto e fondo in calcestruzzo: la maggiore, con orientamento 2R/20L, lunga 3000 m e larga 45 m (9 843 x 148 ft), e la seconda, RWY 2L/20R, 2600 m x 45 m (8 530 x 148 ft), entrambe equipaggiate con dispositivi di assistenza all'atterraggio tra i quali, il sistema di atterraggio strumentale (ILS) e un impianto di illuminazione ad alta intensità (HIRL) con indicatore di angolo di approccio PAPI. È inoltre presente nella struttura un'apposita area eliportuale.
L'aeroporto, gestito dalla Autorità Aeroportuale Israeliana, è di tipo misto, militare e civile, effettua attività secondo le regole e gli orari sia VFR che IFR, ed è aperto al traffico commerciale.
In futuro per il traffico civile sarà usato l'Aeroporto di Eilat-Ramon che al 2017 è in costruzione.